# SWR1 Hitparade (Rheinland-Pfalz)

Logo von SWR1 RLP (Platzhalter für die Hit-Cat-Katze)

Seit 2006, mit Ausnahmen von 2007 und 2008 bisher immer auf Platz 1: Bohemian Rhapsody von Queen (Stand: Hitparade 2024)

Die SWR1 Hitparade für Rheinland-Pfalz findet seit 2006 regelmäßig einmal im Jahr, meist im Herbst (September/Oktober) statt.

## Abstimmung
Im Vorfeld, meist zwei Wochen vor dem Beginn, der Hitparade werden die Hörerinnen und Hörer aufgefordert ihre Favoriten per Online-Wahl über die SWR1 Webseite oder telefonisch mitzuteilen. Es können bis zu fünf Titel in die Hitparade gewählt werden. Hierbei wird von den Wählenden selbst schon eine Gewichtung der gewünschten Titel vorgenommen. Die Titel können über eine Freitext-Datenbanksuche ausgewählt aber auch eigene Vorschläge die nicht enthalten sind vorgenommen werden. Wer möchte kann zusätzlich noch Begründen warum der Titel in die Hitparade soll, teilweise werden diese Begründungen beim entsprechenden Lied auch Vorgelesen oder die Hörer werden von den Moderatoren live in die Sendung dazugeschaltet. 2024 beteiligte sich Lotto Rheinland-Pfalz als Annahmestelle für die Titelwünsche.

## Programm der Hitparade
Es werden in der Regel die ersten 1000 Plätze innerhalb von einer Woche beginnend an einem Montag, meist nach den 7 Uhr Nachrichten, bis Freitag 18 Uhr gespielt. Diese werden nur von den Nachrichten, Wetter/Verkehr, Werbung und Beiträgen rund um die Hitparade unterbrochen. Eine kurze Unterbrechung stellen ebenfalls die kirchliche Ansprache Anstöße morgens, sowie ein in der Regel wenige Minuten kurzer Informationsblock aus dem Studio Mainz dar, der während der Mittagszeit gesendet wird. Während der Hitparade nimmt SWR1 Rheinland-Pfalz nicht am gemeinsamen Nachtprogramm Die Nacht von SWR1 teil. Die Titel werden immer komplett ausgespielt, sollte es mal zeitlich nicht zwischen die Nachrichten passen, werden teilweise die Plätze getauscht, oder es wird Hintergrundmusik gespielt, bzw. weiter hinten in der Hitparade platzierte Titel. Die Erkennungsmelodie ist „Heart of Courage“ von Two Steps from Hell von deren Album Invincible, diese wird auch bei dem Fernseh-Internet-Stream gesendet, wenn im normalen Radioprogramm Werbung kurz vor den Nachrichten läuft.
Von 2006 bis 2012, und in den Corona-Jahren 2020 und 2021, wurde aus dem Sendestudio in Mainz gesendet. Seit 2013 wird die Hitparade aus einem Gläsernen Studio jeweils aus einer anderen Stadt in Rheinland-Pfalz gesendet.
Die letzten 10 Titel werden im Beisein aller Hitparadenmoderatoren als Finale am Gläsernen Studio gefeiert. Jeder Moderator übernimmt die Patenschaft für ein Lied und erzählt noch eine Hintergrundgeschichte zu dem Titel.
Nach der Hitparade findet meistens in der jeweiligen Stadt eine Hitparaden-Party statt. Tickets für diese Finalparty können nicht gekauft werden, sondern sind nur durch Gewinnspiele oder andere Aktionen, die während der Hitparade durchgeführt werden verfügbar.

## Gläsernes Studio
Seit 2013 gibt es ein Gläsernes Studio damit die Hitparade durch das Bundesland wandern kann.
Es handelt sich dabei um ein Containergebäude das aus zwei Ebenen zu je drei Containern besteht. Die Wände bestehen aus Glas so das man die Regie sowie das Redaktionsbüro in der ersten Etage von außen beobachten kann. Das Moderationsstudio ist zudem für Besuchende meist zu jeder Zeit zugänglich.

## Maskottchen: Hitcat
Spätestens seit 2016 gibt es mit der Hitcat ein Maskottchen bzw. Erkennungszeichen der Hitparade. Es handelt sich dabei um eine Fotomontage einer Katze mit runder dunkler Sonnenbrille und E-Gitarre.

## Hitcat-Bus
Der Hitcat-Bus wurde während der Covid-19-Pandemie notwendig, da das Gläserne Studio nicht aufgebaut werden konnte. Der Bus ist eigentlich ein Lastkraftwagen, mit 4 Metern Höhe und 12 Metern Länge und einem Gewicht von 22 Tonnen, in dem sich ein mobiles Studio befindet. Dieser oder ein ähnlicher Truck wird auch von SWR1 Baden-Württemberg für deren Hitparade eingesetzt.

## Übertragungswege
Die Hitparade wird zusätzlich zu den regulären Verbreitungswegen zusätzlich visuell per Webcam ins Internet gestreamt. Der Webstream ist sowohl über die Homepage, als auch über HbbTV über den Fernseher, abrufbar.

## Hitparaden-Jahre

### 2006: Die Top 500
Die erste Hitparade in dieser Form von 2006 umfasste die 500 bestplatzierten Titel.
| Platz | Musik-Titel                | Künstler / Band / Interpret |
| ----- | -------------------------- | --------------------------- |
| 01.   | Bohemian Rhapsody          | Queen                       |
| 02.   | Music                      | John Miles                  |
| 03.   | Stairway to Heaven         | Led Zeppelin                |
| 04.   | Hotel California           | Eagles                      |
| 05.   | Bridge over Troubled Water | Simon & Garfunkel           |
| 06.   | Let It Be                  | Beatles                     |
| 07.   | Brothers in Arms           | Dire Straits                |
| 08.   | Summer of ’69              | Bryan Adams                 |
| 09.   | Yesterday                  | Beatles                     |
| 10.   | Dancing Queen              | Abba                        |

### 2007: Die Top 500 Film-Musik
Die TOP 500 der SWR1 Rheinland-Pfalz Film-Hitparade 2007 fand vom 28. November bis 1. Dezember 2007 statt.
| Platz | Musiktitel                                    | Künstler          | Film                                 | Erscheinungsjahr |
| ----- | --------------------------------------------- | ----------------- | ------------------------------------ | ---------------- |
| 01.   | Das Lied vom Tod (The man with the harmonica) | Ennio Morricone   | Spiel mir das Lied vom Tod           | 1968             |
| 02.   | A Kind of Magic                               | Queen             | Highlander – Es kann nur einen geben | 1986             |
| 03.   | (I’ve Had) The Time of My Life                | Bill Medley       | Dirty Dancing                        | 1987             |
| 04.   | My Heart Will Go On                           | Céline Dion       | Titanic                              | 1997             |
| 05.   | Another Brick in the Wall                     | Pink Floyd        | Pink Floyd – The Wall                | 1982             |
| 06.   | A Whiter Shade of Pale                        | Procol Harum      | Der Falke und der Schneemann         | 1985             |
| 07.   | Streets of Philadelphia                       | Bruce Springsteen | Philadelphia                         | 1993             |
| 08.   | Das Boot                                      | Klaus Doldinger   | Das Boot                             | 1981             |
| 09.   | Who wants to live forever                     | Queen             | Highlander – Es kann nur einen geben | 1986             |
| 10.   | The Rose                                      | Bette Midler      | The Rose                             | 1979             |

### 2008: Die Top 200 nach Jahrzehnten
Die Hitparade 2008 wurde in drei Jahrzehnte unterteilt und jeweils die ersten 200 Titel zwischen den 1960er und 1980er Jahren gespielt.
| Platz | Musik-Titel            | Künstler / Band / Interpret |
| ----- | ---------------------- | --------------------------- |
| 01.   | Hey Jude               | Beatles                     |
| 02.   | It’s Now or Never      | Elvis Presley               |
| 03.   | Massachusetts          | Bee Gees                    |
| 04.   | Yesterday              | Beatles                     |
| 05.   | In the Ghetto          | Elvis Presley               |
| 06.   | San Francisco          | Scott McKenzie              |
| 07.   | A Whiter Shade of Pale | Procol Harum                |
| 08.   | Mrs. Robinson          | Simon & Garfunkel           |
| 09.   | Oh, Pretty Woman       | Roy Orbison                 |
| 10.   | Daydream believer      | The Monkees                 |

| Platz | Musik-Titel                | Künstler / Band / Interpret |
| ----- | -------------------------- | --------------------------- |
| 01.   | You're the one that I want | Olivia Newton-John          |
| 02.   | Dancing Queen              | ABBA                        |
| 03.   | Let it be                  | Beatles                     |
| 04.   | YMCA                       | Village People              |
| 05.   | Rose Garden                | Lynn Anderson               |
| 06.   | My sweet Lord              | George Harrison             |
| 07.   | Night Fever                | Bee Gees                    |
| 08.   | Rivers of Babylon          | Boney M.                    |
| 09.   | Bohemian Rhapsody          | Queen                       |
| 10.   | Fernando                   | ABBA                        |

| Platz | Musik-Titel                     | Künstler / Band / Interpret |
| ----- | ------------------------------- | --------------------------- |
| 01.   | Another brick in the wall       | Pink Floyd                  |
| 02.   | I just called to say I love you | Stevie Wonder               |
| 03.   | 99 Luftballons                  | Nena                        |
| 04.   | Ebony and ivory                 | Paul McCartney              |
| 05.   | Bette Davis eyes                | Kim Carnes                  |
| 06.   | Relax                           | Frankie goes to Hollywood   |
| 07.   | Do you really want to hurt me   | Culture Club                |
| 08.   | Da da da ich lieb dich nicht du | Trio                        |
| 09.   | Flashdance… what a feeling      | Irene Cara                  |
| 10.   | Upside down                     | Diana Ross                  |

### 2009: Die Top 1000
| Platz | Lied               | Künstler     | Vorjahresplatz (2006) |
| ----- | ------------------ | ------------ | --------------------- |
| 01.   | Bohemian Rhapsody  | Queen        | 1.                    |
| 02.   | Stairway to heaven | Led Zeppelin |                       |
| 03.   | Music              | John Miles   |                       |
| 04.   | Hotel California   | Eagles       |                       |
| 05.   | Child in time      | Deep Purple  |                       |
| 06.   | Brothers in arms   | Dire Straits |                       |
| 07.   | Dancing queen      | Abba         |                       |
| 08.   | Wish you were here | Pink Floyd   |                       |
| 09.   | Let it be          | Beatles      |                       |
| 10.   | Smoke on the water | Deep Purple  |                       |

### 2010: Die Top 1000
| Platz | Lied               | Künstler     | Vorjahresplatz (2009) |
| ----- | ------------------ | ------------ | --------------------- |
| 01.   | Bohemian Rhapsody  | Queen        | 1.                    |
| 02.   | Stairway to heaven | Led Zeppelin | 2.                    |
| 03.   | Music              | John Miles   | 3.                    |
| 04.   | Hotel California   | Eagles       | 5.                    |
| 05.   | Child in time      | Deep Purple  | 4.                    |
| 06.   | Brothers in arms   | Dire Straits | 7.                    |
| 07.   | Dancing queen      | Abba         |                       |
| 08.   | Wish you were here | Pink Floyd   | 8.                    |
| 09.   | Let it be          | Beatles      |                       |
| 10.   | Smoke on the water | Deep Purple  |                       |

### 2011: Die Top 1000
| Platz | Lied                 | Künstler     | Vorjahresplatz (2010)   |
| ----- | -------------------- | ------------ | ----------------------- |
| 01.   | Bohemian Rhapsody    | Queen        | 1. (2006 und seit 2009) |
| 02.   | Stairway to heaven   | Led Zeppelin | 2. (seit 2009)          |
| 03.   | Music                | John Miles   | 3. (seit 2009)          |
| 04.   | Hotel California     | Eagles       | 4.                      |
| 05.   | Child in time        | Deep Purple  | 5.                      |
| 06.   | Brothers in arms     | Dire Straits | 6.                      |
| 07.   | A Night Like This    | Caro Emerald |                         |
| 08.   | Wish you were here   | Pink Floyd   | 8.                      |
| 09.   | Hells bells          | AC/DC        |                         |
| 10.   | Nothing Else Matters | Metallica    |                         |

### 2012: Die Top 1000
| Platz | Lied                 | Künstler        | Vorjahresplatz (2011)           |
| ----- | -------------------- | --------------- | ------------------------------- |
| 01.   | Bohemian Rhapsody    | Queen           | 1. (2006 und seit 2009)         |
| 02.   | Stairway to heaven   | Led Zeppelin    | 2. (seit 2009)                  |
| 03.   | Music                | John Miles      | 3. (seit 2009)                  |
| 04.   | Child in time        | Deep Purple     | 5.                              |
| 05.   | Tage wie diese       | Die Toten Hosen | Höchster Neueinsteiger aus 2012 |
| 06.   | Hotel California     | Eagles          | 4.                              |
| 07.   | Wish you were here   | Pink Floyd      | 8.                              |
| 08.   | Brothers in arms     | Dire Straits    | 6.                              |
| 09.   | Nothing Else Matters | Metallica       | 10.                             |
| 10.   | The Rose             | Bette Midler    |                                 |

### 2013: Gläsernes Studio aus Koblenz
Das erste Gläserne Hitparadenstudio stand in Koblenz am Konrad-Adenauer-Ufer mit Blick auf die Festung Ehrenbreitstein. Eröffnet wurden die Top 1000 von dem SWR1-Moderator Michael Lueg und dem Gast Guido Cantz. Ein Highlight der Woche war das erste Bobbycar-Rennen rund ums Gläserne Studio.
| Platz | Lied                 | Künstler              | Vorjahresplatz (2012)   |
| ----- | -------------------- | --------------------- | ----------------------- |
| 01.   | Bohemian Rhapsody    | Queen                 | 1. (2006 und seit 2009) |
| 02.   | Stairway to heaven   | Led Zeppelin          | 2. (seit 2009)          |
| 03.   | Music                | John Miles            | 3. (seit 2009)          |
| 04.   | Child in time        | Deep Purple           | 4.                      |
| 05.   | Hotel California     | Eagles                | 6.                      |
| 06.   | Tage wie diese       | Die Toten Hosen       | 5.                      |
| 07.   | Brothers in arms     | Dire Straits          | 8.                      |
| 08.   | Wish you were here   | Pink Floyd            | 7.                      |
| 09.   | Nothing Else Matters | Metallica             | 9.                      |
| 10.   | Hymn                 | Barclay James Harvest |                         |

### 2014: Die Top 500 nach Geschlechtern getrennt aus dem Gläsernen Studio in Speyer

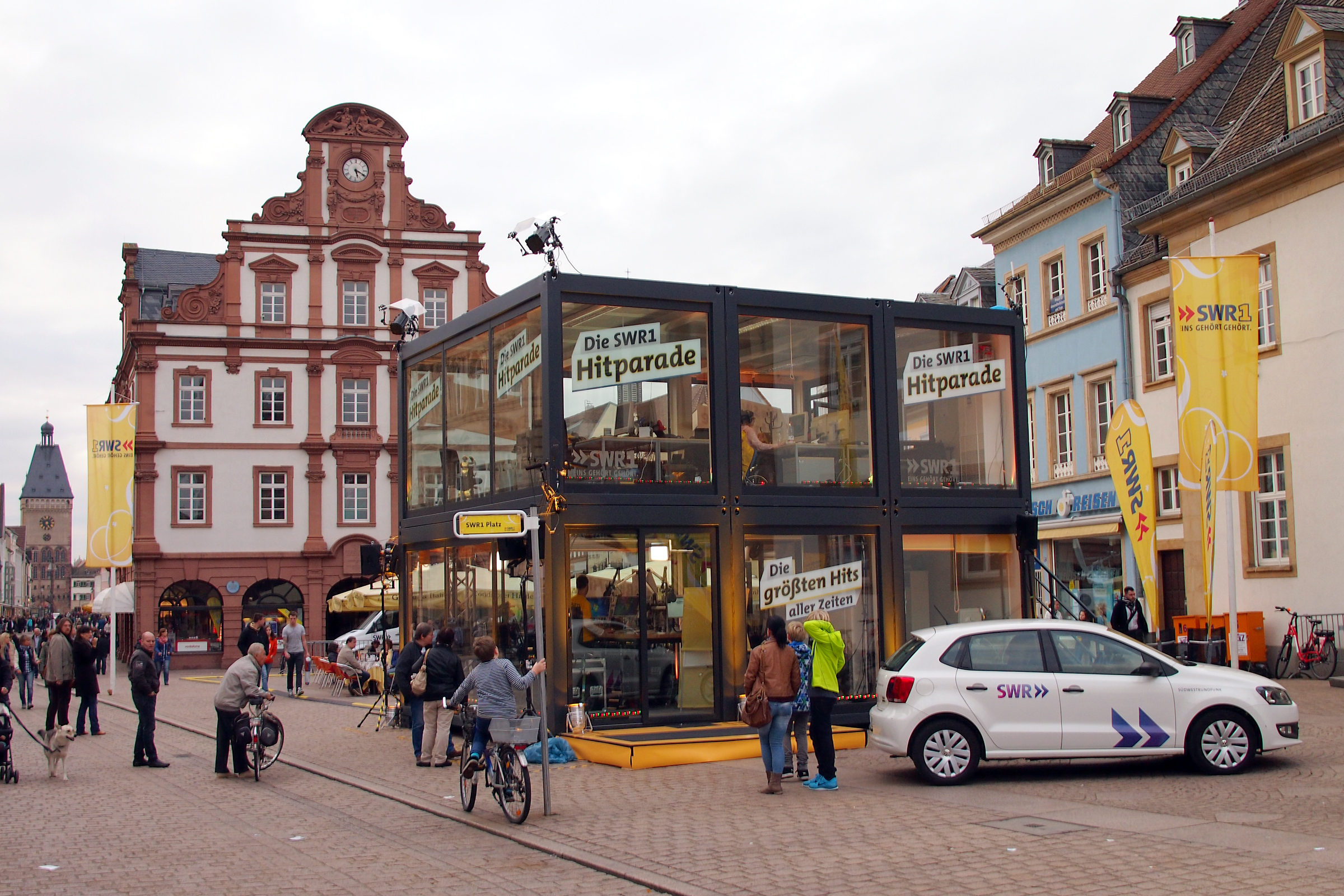
Maximilianstraße, Gläsernes Hörfunkstudio SWR1 Rheinland-Pfalz am 25. Oktober 2014

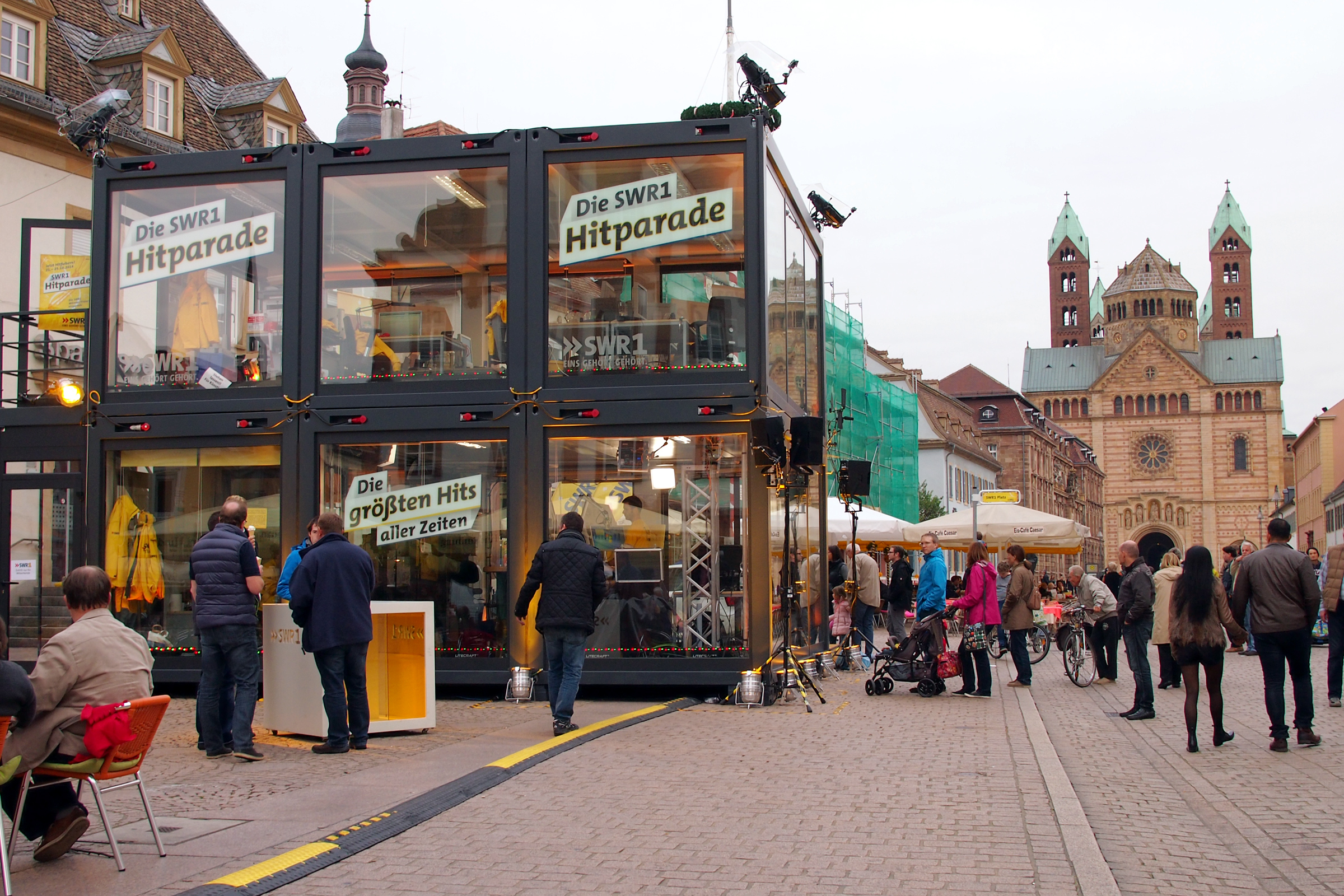

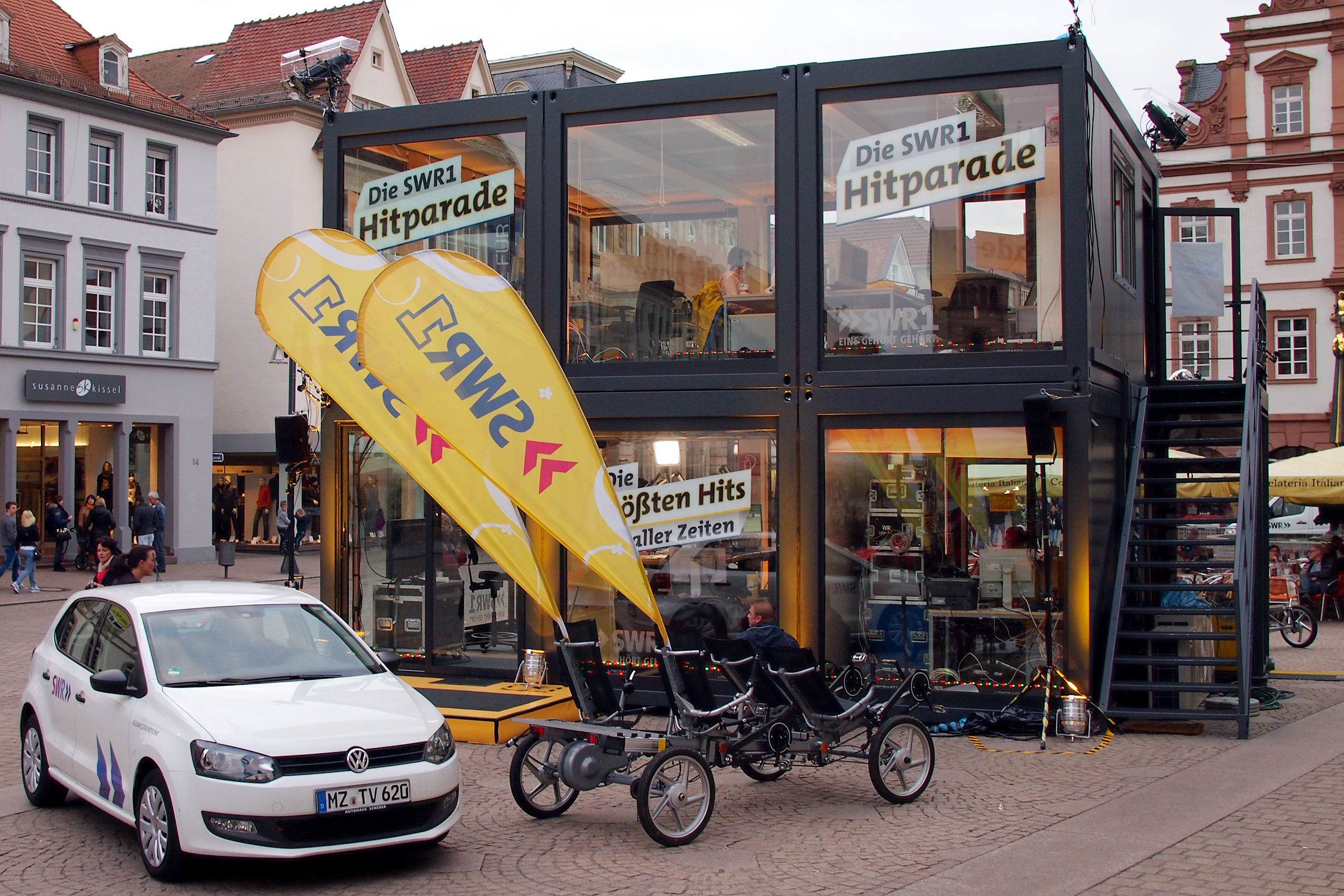

In Speyer wurde die Hitparade in zwei Gruppen aufgeteilt um herauszufinden ob der Musikgeschmack von Frauen und Männern unterschiedlich ist. Beim ersten Platz waren sich die beiden Geschlechter einig: Queen mit Bohemian Rhapsody. Die Lieder, auch wenn sie doppelt waren, wurden zweimal gespielt. Zu Gast waren unter anderem Julia Neigel und Laith Al-Deen die Livemusik gespielt haben.
| Platz | Lied                             | Künstler        | Platzierung bei den Männern |
| ----- | -------------------------------- | --------------- | --------------------------- |
| 01.   | Bohemian Rhapsody                | Queen           | 1.                          |
| 02.   | Music                            | John Miles      | 4.                          |
| 03.   | Atemlos durch die Nacht          | Helene Fischer  | 5.                          |
| 04.   | The Rose                         | Bette Midler    |                             |
| 05.   | Stairway to heaven               | Led Zeppelin    | 2.                          |
| 06.   | Ich war noch niemals in New York | Udo Jürgens     |                             |
| 07.   | Nothing Else Matters             | Metallica       |                             |
| 08.   | Hotel California                 | Eagles          |                             |
| 09.   | Tage wie diese                   | Die Toten Hosen |                             |
| 10.   | Hallelujah                       | Leonard Cohen   |                             |

| Platz | Lied                    | Künstler       | Platzierung bei den Frauen |
| ----- | ----------------------- | -------------- | -------------------------- |
| 01.   | Bohemian Rhapsody       | Queen          | 1.                         |
| 02.   | Stairway to heaven      | Led Zeppelin   | 5.                         |
| 03.   | Child in time           | Deep Purple    |                            |
| 04.   | Music                   | John Miles     | 2.                         |
| 05.   | Atemlos durch die Nacht | Helene Fischer | 3.                         |
| 06.   | Hotel California        | Eagles         | 8.                         |
| 07.   | Brothers in arms        | Dire Straits   |                            |
| 08.   | Wish you were here      | Pink Floyd     |                            |
| 09.   | Hells Bells             | AC/DC          |                            |
| 10.   | Nothing Else Matters    | Metallica      |                            |

### 2015: Gläsernes Studio aus Trier

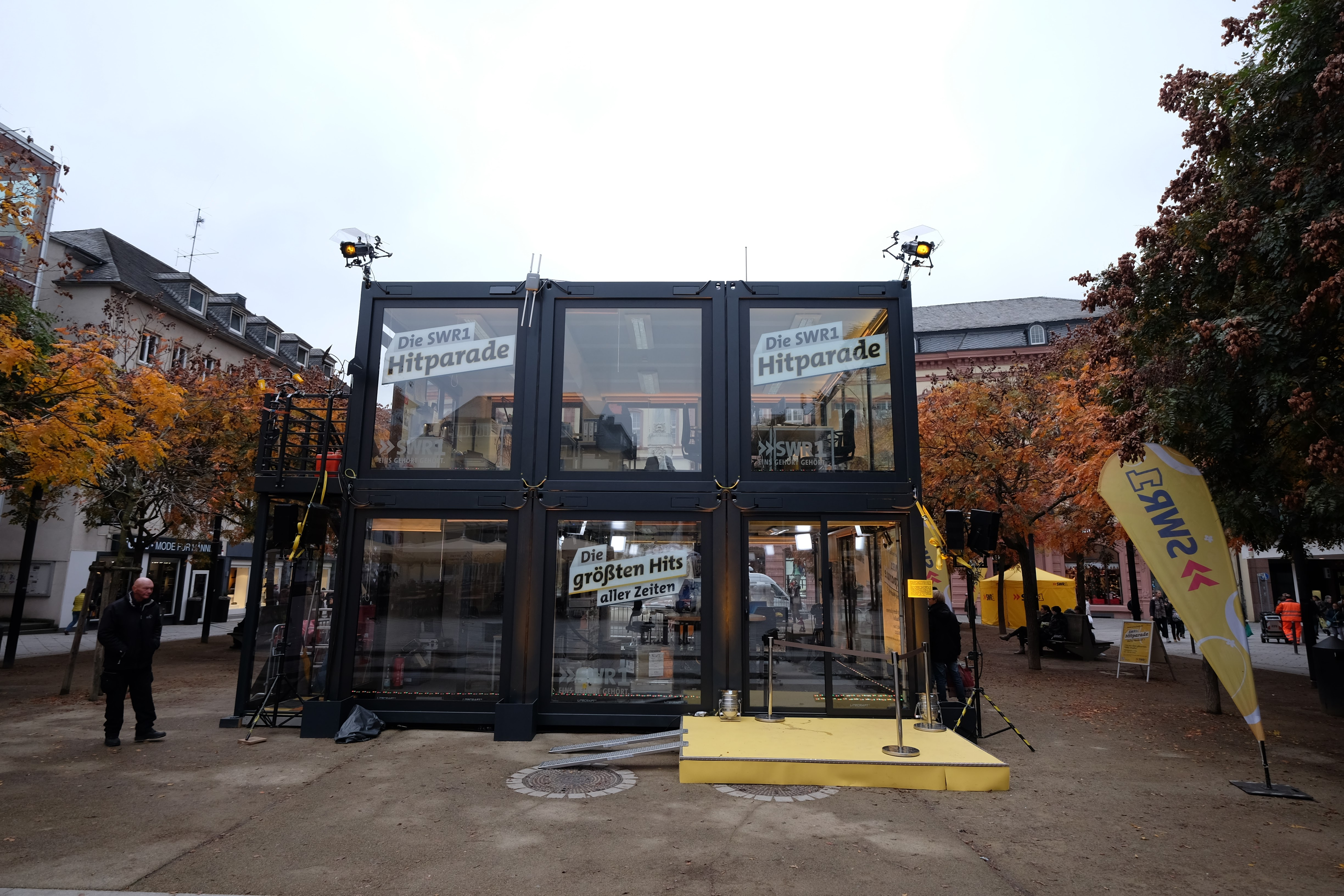
Das Gläserne Studio auf dem Kornmarkt in Trier

In Trier wurden auf dem Kornmarkt „Die Top 1111“ gespielt.
Gäste im Studio waren unter anderem Guido Cantz und Ministerpräsidentin Malu Dreyer.
| Platz | Lied                    | Künstler       | Vorjahresplatz (2013)   |
| ----- | ----------------------- | -------------- | ----------------------- |
| 01.   | Bohemian Rhapsody       | Queen          | 1. (2006 und seit 2009) |
| 02.   | Stairway to heaven      | Led Zeppelin   | 2. (seit 2009)          |
| 03.   | Music                   | John Miles     | 3. (seit 2009)          |
| 04.   | Child in time           | Deep Purple    | 4.                      |
| 05.   | Wish you were here      | Pink Floyd     | 8.                      |
| 06.   | Brothers in arms        | Dire Straits   | 7.                      |
| 07.   | Nothing Else Matters    | Metallica      | 9.                      |
| 08.   | Hotel California        | Eagles         | 5.                      |
| 09.   | Atemlos durch die Nacht | Helene Fischer |                         |
| 10.   | The Rose                | Bette Midler   |                         |

### 2016: Gläsernes Studio aus Kaiserslautern
In Kaiserslautern war das Gläserne Studio auf dem Schillerplatz vom 18. bis 22. Oktober 2016 zu Gast. SWR1 Moderator Hanns Lohmann stellte sich beim Elfmeterschießen den Hörern. Zu den Gästen gehörten unter anderem Götz Alsmann und die in Pfälzer Mundart dichtende Band Die anonyme Giddarischde. Als Erkennungszeichen gibt es seitdem auch ein Maskottchen. Es handelt sich dabei um die sogenannte Hit Cat, eine Fotomontage einer Katze mit runder dunkler Sonnenbrille und E-Gitarre.
Im Vorfeld wurde im Einkaufszentrum K in Lautern ein Flash Mob organisiert, Titel: "Bohemian Rhapsody" von Queen.
| Platz | Lied                 | Künstler     | Vorjahresplatz (2015)     |
| ----- | -------------------- | ------------ | ------------------------- |
| 01.   | Bohemian Rhapsody    | Queen        | 1. (2006 und seit 2009)   |
| 02.   | Stairway to heaven   | Led Zeppelin | 2. (seit 2009, ohne 2014) |
| 03.   | Music                | John Miles   | 3. (seit 2009, ohne 2014) |
| 04.   | Child in time        | Deep Purple  | 4.                        |
| 05.   | Nothing Else Matters | Metallica    | 7.                        |
| 06.   | The Sound Of Silence | Disturbed    | Neueinsteiger 2015        |
| 07.   | Wish you were here   | Pink Floyd   | 5.                        |
| 08.   | The Rose             | Bette Midler | 10                        |
| 09.   | Hotel California     | Eagles       | 8.                        |
| 10.   | Brothers in arms     | Dire Straits | 6.                        |

### 2017: Gläsernes Studio aus Mainz
Anlässlich der Feierlichkeiten zum Tag der Deutschen Einheit war das Gläserne Studio auf dem Gutenbergplatz in Mainz zu Gast. Im Vorfeld fand wie bereits im Vorjahr ein Flashmob statt, dieses Jahr mit dem Titel "Stairway to Heaven" von Led Zeppelin in der Altstadt am Kirschgarten.
| Platz | Lied                 | Künstler     | Vorjahresplatz (2016)     |
| ----- | -------------------- | ------------ | ------------------------- |
| 01.   | Bohemian Rhapsody    | Queen        | 1. (2006 und seit 2009)   |
| 02.   | Stairway to heaven   | Led Zeppelin | 2. (seit 2009, ohne 2014) |
| 03.   | The Sound Of Silence | Disturbed    | 6.                        |
| 04.   | Music                | John Miles   | 3. (seit 2009, ohne 2014) |
| 05.   | Child in time        | Deep Purple  | 4.                        |
| 06.   | Nothing Else Matters | Metallica    | 5.                        |
| 07.   | Hotel California     | Eagles       | 9.                        |
| 08.   | The Rose             | Bette Midler | 8.                        |
| 09.   | Wish you were here   | Pink Floyd   | 7.                        |
| 10.   | Brothers in arms     | Dire Straits | 10.                       |

### 2018: Gläsernes Studio aus Mayen
In Mayen war einer der Höhepunkte der Auftritt von Peter Freudenthaler, dem Sänger von Fools Garden. Er sang live den Hit Lemon Tree. Im Vorfeld fand während den Burgfestspiele Mayen wieder ein Flashmob statt, diesmal mit "The Sound Of Silence" von Disturb.
| Platz | Lied                 | Künstler     | Vorjahresplatz (2017)     |
| ----- | -------------------- | ------------ | ------------------------- |
| 01.   | Bohemian Rhapsody    | Queen        | 1. (2006 und seit 2009)   |
| 02.   | The Sound Of Silence | Disturbed    | 3.                        |
| 03.   | Stairway to heaven   | Led Zeppelin | 2. (seit 2009, ohne 2014) |
| 04.   | Music                | John Miles   | 4.                        |
| 05.   | Child in time        | Deep Purple  | 5.                        |
| 06.   | Hotel California     | Eagles       | 7.                        |
| 07.   | Nothing Else Matters | Metallica    | 6.                        |
| 08.   | The Rose             | Bette Midler | 8.                        |
| 09.   | Brothers in arms     | Dire Straits | 10.                       |
| 10.   | Wish you were here   | Pink Floyd   | 9.                        |

### 2019: Gläsernes Studio aus Landau
Bei der Hitparade 2019 aus Landau in der Pfalz gab es wie schon zuvor wechselnde Moderatorenpaarungen, bei denen alle drei Stunden ein Moderator ausgewechselt wurde.
Dadurch kam es zu folgenden Moderationspaaren:
- Frank Jenschar und Steffi Stronczyk
- Frank Jenschar und Hanns Lohmann
- Veit Berthold und Hanns Lohmann
- Veit Berthold und Steffi Vitt
- Michael Lueg und Steffi Vitt
- Michael Lueg und Steffi Stronczyk

Im Vorfeld fand während des Wochenmarktes auf dem Marktplatz ein Flashmob statt. Gespielt wurde Music von John Miles, der selbst daran teilnahm und an einem Klavier, welches auf einem Feuerwehr-Planwagen vorher versteckt war, sein Lied mit Unterstützung des Landesjugendorchesters Rheinland-Pfalz sang und spielte.
| Platz | Lied                 | Künstler     | Vorjahresplatz (2018)   |
| ----- | -------------------- | ------------ | ----------------------- |
| 01.   | Bohemian Rhapsody    | Queen        | 1. (2006 und seit 2009) |
| 02.   | The Sound Of Silence | Disturbed    | 2.                      |
| 03.   | Stairway to heaven   | Led Zeppelin | 3.                      |
| 04.   | Music                | John Miles   | 4.                      |
| 05.   | Child in time        | Deep Purple  | 5.                      |
| 06.   | Nothing Else Matters | Metallica    | 7.                      |
| 07.   | Hotel California     | Eagles       | 6.                      |
| 08.   | The Rose             | Bette Midler | 8.                      |
| 09.   | Don’t Stop Believin’ | Journey      |                         |
| 10.   | Wish you were here   | Pink Floyd   | 10.                     |

### 2020: Sendestudio Mainz
Geplant war die Hitparade aus Bad Kreuznach zu senden. Aufgrund der COVID-19-Pandemie wurde die Hitparade aus dem Sendestudio Mainz gesendet.
Es gab drei feste Moderationspaare für jeweils sechs Stunden:
- Steffi Vitt und Veit Berthold
- Hanns Lohmann und Frank Jenschar
- Michael Lueg und Steffi Stronczyk

| Platz | Lied                 | Künstler     | Vorjahresplatz (2019)   |
| ----- | -------------------- | ------------ | ----------------------- |
| 01.   | Bohemian Rhapsody    | Queen        | 1. (2006 und seit 2009) |
| 02.   | The Sound Of Silence | Disturbed    | 2.                      |
| 03.   | Stairway to heaven   | Led Zeppelin | 3.                      |
| 04.   | Music                | John Miles   | 4.                      |
| 05.   | Child in time        | Deep Purple  | 5.                      |
| 06.   | Nothing Else Matters | Metallica    | 7.                      |
| 07.   | Don’t Stop Believin’ | Journey      | 9.                      |
| 08.   | Hotel California     | Eagles       | 6.                      |
| 09.   | The Rose             | Bette Midler | 8.                      |
| 10.   | Am Fenster           | City         | …                       |

### 2021: SWR1 Hitcat-Bus on Tour
Durch die noch immer anhaltende Covid19-Pandemie konnte das „Gläserne Studio“ bereits zum zweiten Mal in Folge nicht wie geplant auf nur einem Marktplatz im Land aufgebaut werden. Als Alternative tourte im Vorfeld der Hitparade der „SWR1 Hitcat-Bus“ durchs Land.
- Am Donnerstag, 2. September, kamen die Moderatorin Steffi Stronczyk und der Moderator Frank Jenschar zum Fruchtmarkt in Saarburg und machten von 13 bis 16 Uhr das Radioprogramm live vor Ort.[2]

Die eigentliche Hitparade wurde vom 6. bis 10. September 2021 aus dem Sendestudio Mainz gesendet, zusätzlich wurde immer zwischen 11 und 13 sowie von 18 bis 20 Uhr aus zwei unterschiedlichen Städten mit dem „SWR1 Hitcat-Bus“ gesendet.
- Am Dienstag, 7. September um 11 Uhr, machte der SWR1 Hitcat-Bus mit den Moderatoren Steffi Stronczyk und Frank Jenschar auf dem Vorplatz Forum in Daun Station.

Das große Finale mit den Top 20 fand am 10. September auf dem Kornmarkt in Bad Kreuznach statt.
Im Funkhaus waren die festen Moderationspaare:
- Michael Lueg und Steffi Stronczyk
- Hanns Lohmann und Frank Jenschar
- Veit Berthold und Steffi Vitt

Aus dem Hitcat-Bus sendeten:
- Birgit Steinbusch und Torsten Buschmann

| Platz | Lied                 | Künstler                 | Vorjahresplatz (2020)   |
| ----- | -------------------- | ------------------------ | ----------------------- |
| 01.   | Bohemian Rhapsody    | Queen                    | 1. (2006 und seit 2009) |
| 02.   | The Sound Of Silence | Disturbed                | 2.                      |
| 03.   | Stairway to heaven   | Led Zeppelin             | 3.                      |
| 04.   | Palzlied             | Die anonyme Giddarischde | …                       |
| 05.   | Music                | John Miles               | 4.                      |
| 06.   | Don’t Stop Believin’ | Journey                  | 7.                      |
| 07.   | Child in time        | Deep Purple              | 5.                      |
| 08.   | Nothing Else Matters | Metallica                | 6.                      |
| 09.   | The Rose             | Bette Midler             | 9.                      |
| 10.   | Am Fenster           | City                     | 10.                     |

### 2022: Hitcat-Bus on Tour und Gläsernes Studio aus Bad Dürkheim
Im Vorfeld war der „Hitcat-Bus“ mit dem Moderatoren-Team Dörte Tebben und Veit Berthold im Land unterwegs und hielt vom 12. bis 22. September an folgenden Orten jeweils von 13 bis 16 Uhr und sendete den „Nachmittag“ und lud ein, direkt dort für die Lieblingssongs abzustimmen.
- Wittlich: Montag, 12. September, auf dem Platz an der Lieser
- Bitburg: Dienstag, den 13. September, am Spittel. Moderation: Steffi Vitt und Veit Berthold.
- Idar-Oberstein: Mittwoch, den 14. September, am Schleiferplatz
- Donnerstag, 15. September
- Freitag, 16. September
- Samstag, 17. September
- Sonntag, 18. September
- Montag, 19. September
- Dienstag, 20. September
- Mittwoch, 21. September
- Donnerstag, 22. September

Die eigentliche Hitparade war dann vom 26. bis 30. September 2022 in Bad Dürkheim. Die Corona-Regeln wurden etwas gelockert, das Gläserne Studio konnte wieder vor Ort aufgebaut werden und jeweils zwei Besucher gleichzeitig mit FFP2-Maske konnten im Studio zusehen.
Die Moderationspaare waren wieder fest und hatten jeden Tag dieselben Sendezeiten:
- 0–5 Uhr: Julia Gehrlein und Max Sprengart (beide Premiere)
- 5–9 Uhr: Michael Lueg und Steffi Stronczyk
- 9–14 Uhr: Claudia Deeg (Premiere) und Veit Berthold
- 14–19 Uhr: Frank Jenschar und Hanns Lohmann
- 19–24 Uhr: Dörte Tebben und Torsten Buschmann

Als Talkgast kam unter anderem SWR Landessendedirektorin Ulla Fiebig.
| Platz | Lied                 | Künstler                 | Vorjahresplatz (2021)   |
| ----- | -------------------- | ------------------------ | ----------------------- |
| 01.   | Bohemian Rhapsody    | Queen                    | 1. (2006 und seit 2009) |
| 02.   | Palzlied             | Die anonyme Giddarischde | 4.                      |
| 03.   | The Sound Of Silence | Disturbed                | 2.                      |
| 04.   | Stairway to heaven   | Led Zeppelin             | 3.                      |
| 05.   | Music                | John Miles               | 5.                      |
| 06.   | Lewwerworscht        | Die anonyme Giddarischde | …                       |
| 07.   | Don’t Stop Believin’ | Journey                  | 6.                      |
| 08.   | Child in time        | Deep Purple              | 7.                      |
| 09.   | Nothing Else Matters | Metallica                | 8.                      |
| 10.   | Am Fenster           | City                     | 10.                     |

### 2023: Gläsernes Studio aus Neuwied
2023 kam die SWR1 Rheinland-Pfalz Hitparade vom Luisenplatz in Neuwied im Zeitraum vom 25. bis zum 29. September 2023.
Die drei Moderationspaare wechselten sich alle sechs Stunden in der folgenden Reihenfolge ab:
- Claudia Deeg und Veit Berthold (Moderationsteam 1)
- Frank Jenschar und Hanns Lohmann (Moderationsteam 3 – „Strubbel und Smart“)
- Steffi Stronczyk und Michael Lueg (Moderationsteam 2 – „Lucky Lueg und Funny Steff“)

Durch die Hörerschaft bekamen zwei der Moderationspaare Spitznamen zugeteilt.
| Platz | Lied                 | Künstler                    | Vorjahresplatz (2022)       |
| ----- | -------------------- | --------------------------- | --------------------------- |
| 01.   | Bohemian Rhapsody    | Queen                       | 1. (2006 und seit 2009)     |
| 02.   | The Sound Of Silence | Disturbed                   | 3.                          |
| 03.   | Stairway to heaven   | Led Zeppelin                | 4.                          |
| 04.   | Music                | John Miles                  | 5.                          |
| 05.   | Don’t Stop Believin’ | Journey                     | 7.                          |
| 06.   | Child in time        | Deep Purple                 | 8.                          |
| 07.   | Komet                | Udo Lindenberg & Apache 207 | Höchster Neueinsteiger 2023 |
| 08.   | Am Fenster           | City                        | 10.                         |
| 09.   | Palzlied             | Die anonyme Giddarischde    | 2.                          |
| 10.   | Nothing Else Matters | Metallica                   | 9.                          |

### 2024: Gläsernes Studio aus Bad Kreuznach
2024 kam die SWR1 Rheinland-Pfalz Hitparade vom Kornmarkt aus Bad Kreuznach im Zeitraum vom Montag, 23. bis zum Freitag, 27. September 2024. Diesmal wechselten sich vier Moderationspaare hauptsächlich alle fünf Stunden ab (0–5; 5–10; 10–15; 15–20 und 20–24 Uhr). Durch dieses Rotationsprinzip kam jedes Moderationspaar zu jeder Schichtzeit mindestens einmal dran.
Moderationspaare:
- Frank Jenschar und Hanns Lohmann (in gleicher Besetzung wie im Vorjahr)
- Steffi Stronczyk und Michael Lueg (in gleicher Besetzung wie im Vorjahr)
- Veit Berthold und Torsten Buschmann
- Christian Balser (Premiere) und Claudia Deeg

Jedes Moderationspaar wettete gegen die Stadtbevölkerung, dass diese etwas nicht bis 18 Uhr schafft. Alle Wetten wurden verloren und die Moderationspaare mussten ihre jeweiligen Wettschulden einlösen.
Die Plätze 1 bis 6 und 8 sind mit der Vorjahresplatzierung identisch.
Die anschließende Hitparaden-Party fand nicht in Bad Kreuznach, sondern im kING  der Kultur- und Kongresshalle in Ingelheim am Rhein statt.
| Platz | Lied                 | Künstler                 | Vorjahresplatz (2023)   |
| ----- | -------------------- | ------------------------ | ----------------------- |
| 01.   | Bohemian Rhapsody    | Queen                    | 1. (2006 und seit 2009) |
| 02.   | The Sound Of Silence | Disturbed                | 2.                      |
| 03.   | Stairway to heaven   | Led Zeppelin             | 3.                      |
| 04.   | Music                | John Miles               | 4.                      |
| 05.   | Don’t Stop Believin’ | Journey                  | 5.                      |
| 06.   | Child in time        | Deep Purple              | 6.                      |
| 07.   | Palzlied             | Die anonyme Giddarischde | 9.                      |
| 08.   | Am Fenster           | City                     | 8.                      |
| 09.   | Nothing Else Matters | Metallica                | 10.                     |
| 10.   | Loch Lomond          | Runrig                   | 12.                     |

## Flashmobs
Im Vorfeld der Hitparaden von 2016 bis 2019 wurden vom SWR organisierte Flashmobs zu den Titeln durchgeführt, die in den Vorjahren eine der vorderen Plätze belegt haben. Die Videos dazu gingen viral und erreichten YouTube Abrufzahlen im Millionenbereich.
| Jahr | Örtlichkeit                                   | Musiktitel           | Originalkünstler | Platzierung jeweiliges Vorjahr auf erreichten Platz | Flashmob-Interpreten                                                                     |
| ---- | --------------------------------------------- | -------------------- | ---------------- | --------------------------------------------------- | ---------------------------------------------------------------------------------------- |
| 2016 | K in Lautern                                  | Bohemian Rhapsody    | Queen            | 1 auf 1                                             | PopCHORn                                                                                 |
| 2017 | Kirschgarten (Mainz)                          | Stairway to Heaven   | Led Zeppelin     | 2 auf 2                                             |                                                                                          |
| 2018 | Burgfestspiele Mayen                          | The Sound of Silence | Disturbed        | 3 auf 2                                             | PopCHORn                                                                                 |
| 2019 | Marktplatz Landau (während des Wochenmarktes) | Music                | John Miles       | 4 auf 4                                             | PopCHORn, Streicher des Landesjugendorchesters Rheinland-Pfalz und John Miles persönlich |